# Beaujolais
Beaujolais Franciaország történelmi borvidéke. Az ország keleti felében, Lyontól északra elterülő tartomány két régió – Rhône-Alpes és Burgundia – egy egy megyéjének – Rhône és Saône-et-Loire – dombos vidékét foglalja magában. Közigazgatásilag a világ egyik legváltozatosabb borvidékének, Burgundiának legdélibb része, de nemzetközileg önállóan is elismert, nagy múltú bortermelő vidék. Egyedi borkészítési technológiája a szénsavas maceráció, amellyel a népszerű Beaujolais nouveau készül. A beaujolais-i borok az Appellation d’origine contrôlée (AOC), azaz ellenőrzött eredetmegjelöléssel ellátott borok közé tartoznak; a legmagasabb minőségi fokozatot képviselik. Fő alapanyaguk egy vékony héjú, alacsony tannintartalmú egyszerű kékszőlő, a gamay; bora jellemzően könnyű, friss, gyümölcsös vörösbor. A vidék teljes bortermelésének mindössze 1%-át kitevő fehérborok jellemzően chardonnay és aligoté borszőlőfajtákból készülnek. Jó évjárat esetén Beaujolais tartomány több bort készít, mint Burgundia másik három borvidéke – Chablis, Côte-d’Or és Mâconnais – együttvéve.

## Története
A terület első szőlőültetvényeit a rómaiak telepítették a Saône folyóvölgy mentén haladó kereskedelmi útvonal mellett. A legnemesebb római kori dűlők a Mont Brouilly lábaira felkúszó Brulliacus és Morgon ültetvények voltak. A 7. századtól egészen a középkorig Bencés szerzetesek művelték a szőlőskerteket és ők foglalkoztak borkészítéssel is. A 10. századtól a régió a Beaujeu-i földesúr birtokában volt, aki a 15. században átengedte Burgundia hercegének. Beaujolais alacsony alkoholtartalmú, rövid eltarthatóságú borai hosszú ideig csupán a Saône és a Rhône folyóparti településekbe és Lyon városába jutottak el. A piac növekedését a francia vasúthálózat kiépülése eredményezte; ez nyitotta meg Párizs kapuit a beaujolais-i borok előtt, a 19. században.
A borvidék legismertebb bora – a Beaujolais nouveau – sikertörténete az 1941-es helyi borvidéki rendelet kiadásával vette kezdetét, amely meghatározta az újborok forgalomba hozatalának legkorábbi dátumát – ez minden évben november 15-e. „Vannak, akik a XX. század egyik legnagyobb bormarketingfogásának tartják, vannak, akik a természet és az ember közös munkájának egyik remekét látják benne. Tény azonban, hogy a Beaujolais nouveau egyszerűségével küzdötte fel magát a világhírű, nagy francia italok sorába.” A helyi borászok ünneppé tették az első újbor megjelenését, és azt a borászt választották az év legsikeresebb termelőjének, aki november 15-én elsőnek ért szállítmányával Lyon városába. A „Beaujolais noveau-őrület” meghódította Párizst és Svájc közeli városait – és e könnyű bor sikere arra késztette a vidék borászait, hogy más, sokkal komplexebb, hosszabb élettartamú, tölgyfa hordóban finoman érlelt borok gyártásával is foglalkozzanak.

### A gamay szőlő

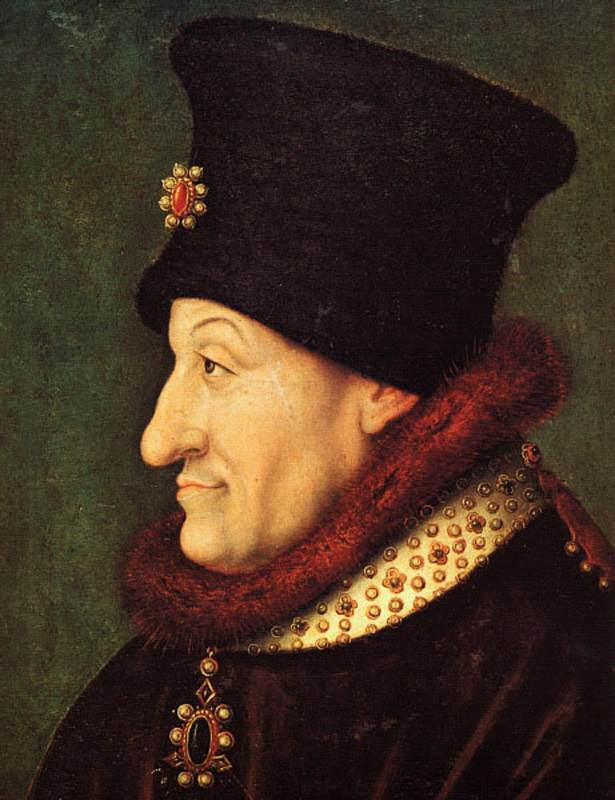
II. Bátor Fülöp burgundi herceg, aki kiirtatta a gamay tőkéket Burgundia területéről.

A gamay szőlőfajta a pinot noir egyik változata, amelyet 1360-ban, a Beaune városától délre fekvő Gamay faluban nemesítettek. A gamay bőtermő, korán hajt, korán virágzik a pinot noirnál két héttel korábban érik, művelése sokkal egyszerűbb. „A Gamay-ből préselt borokat fiatalon fogyasztják. Erősen gyümölcsös és íze málnára emlékeztet.” II. Bátor Fülöp, Burgundia hercege azonban lesújtó véleménnyel volt az új szőlőfajtáról: ”nagyon rossz és tönkreteszi a növényzetet”. Mivel féltette az „elegáns” pinot noir fajtát a felhígulástól, 1395 júliusában birtokain elrendelte a gamay-tőkék teljes kiirtását és helyükre pinot noirt telepíttetett. 60 évvel később III. Jó Fülöp herceg megerősítette a gamay elleni rendeletet. "Burgundia hercegei arról híresek, hogy a keresztény világ legjobb borait készítették. Megőrizzük hírnevünket.". Így a gamay állomány teljesen kiszorult Burgundiából, és csak annak déli határain, Beaujolais lankáin maradt meg.

## Éghajlat és földrajz
Beaujolais Burgundia legnagyobb borvidéke; 55 kilométer hosszú és 11–14 km széles dűlői, 20,234 hektár területet foglalnak el. A tartomány történelmi központja Beaujeu, gazdasági központja Villefranche-sur-Saône (Velafranche). A beaujolais-i szőlőtermő területek a Saône-völgy keleti-délkeleti fekvésű lejtőin egészen Lyonig húzódnak. A folyó medencéjétől nyugatra emelkedik a Francia-középhegység (Massif Central), amelynek meredek lépcsői mérséklik Beaujolais éghajlatát.
Beaujolais éghajlata félkontinentális, mérsékelt övi, amelynek klímájába a Földközi-tenger közelsége némi mediterrán jelleget hoz. A régió egésze melegebb, mint Burgundia további borvidékei, így az itt termő szőlőfürtök egyenletesebben érnek. A legnagyobb általános veszélyt a tavaszi fagyok jelentik.
Talaja változatos; az óidei kristályos kőzeteket üledékes mészkő és harmadkori vulkáni rétegek borítják. A talaj általános összetétele alapján Beaujolais két részre tagolódik. Az északi dimbes-dombos terület jellemző anyagai az agyagpala, a gránit és némi mészkő; ezen belül a magasabb hegyoldalak talaja gránitban gazdagabb, az alacsonyabb dűlők termőföldje kövesebb, agyagosabb. A déli rész – Bas Beaujolais – lankáinak jellemzője a homokkő, agyag és mészkő összetételű üledékes hordaléktalaj. A két területen a gamay egészen más jellegű termést hoz: az északi lejtőkön termett szőlő több napfényt kap ezért gyorsabban érik, egészen korán szüretelhető, ebből készülnek a strukturáltabb, komplexebb borok; a déli rész picit lassabban érő terméséből a könnyebb és gyümölcsösebb borok.

## A vidék borai

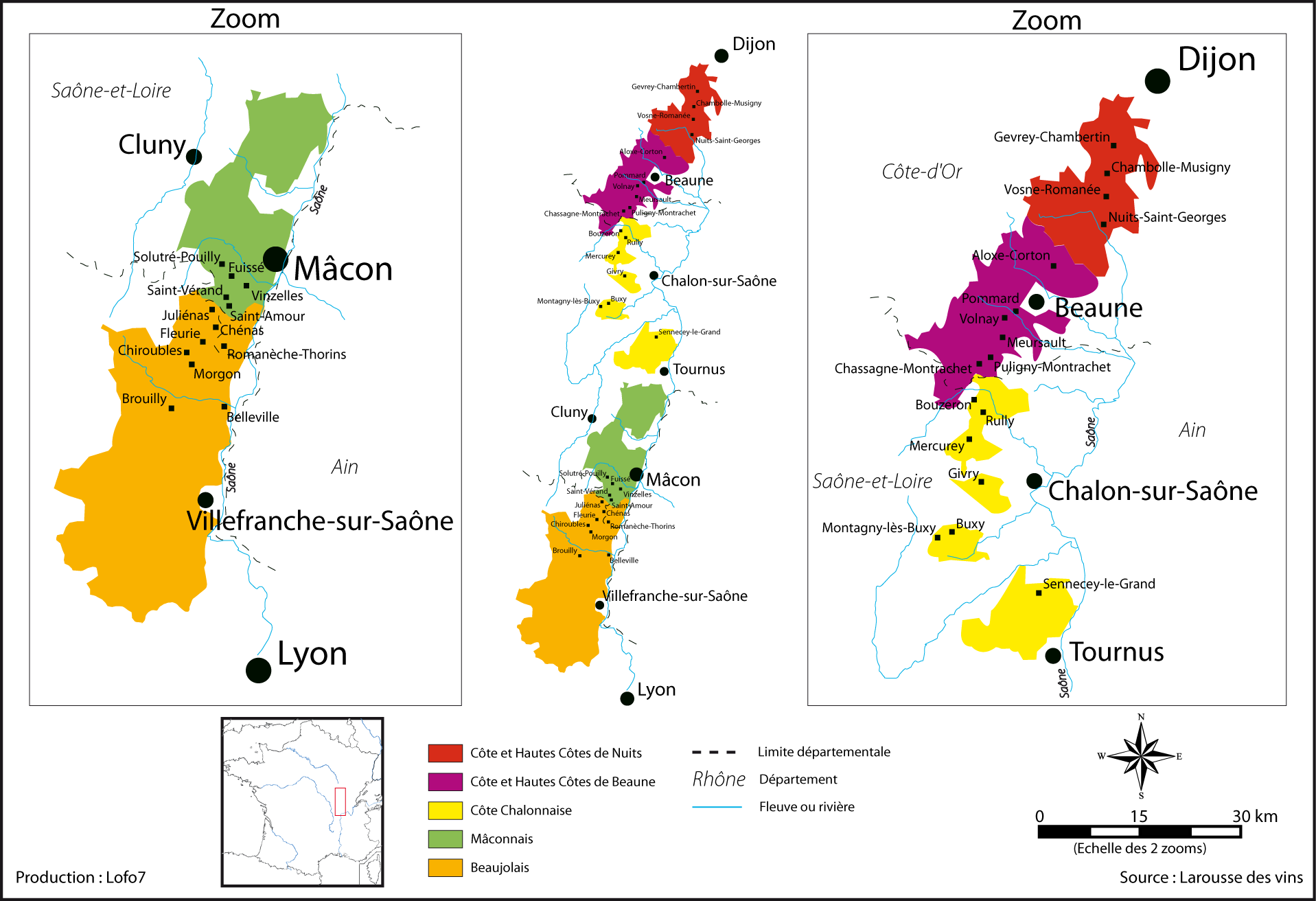
Burgundia borvidékeinek térképén, az alsó napságra terület jelöli Beaujolais-t. A bal oldali nagyításon jól láthatóak a borvidék egyes kiemelt területei

A beaujolais-i régió több mint 96 falvában tizenkét különböző megjelölésű bort palackoznak. Az itt működő pincészetek zöme 1936-os alapítású, kiegészítő présházak 1938 illetve 1946-ban, valamint a Régnié borgazdaság 1988-ban nyíltak.
A vidék borainak körülbelül a fele a Beaujolais AOC eredet-, és minőségi tanúsítvány nélkül kerül forgalomba. E borok zömmel a Belleville központú Bas Beaujolais területen készülnek. Ezen termékek esetében előírás a minimum 10%-os alkoholtartalom és egyszerűen Beaujolais; vagy ha a bor alkoholtartalma a késői szüretelés miatt meghaladja a 10,5%-ot, Beaujolais Supérieur néven ismertek.
- Beaujolais AOC eredetmegjelölés a borvidék 60 falvára terjed ki; így az itt termett szőlőből készített összes beaujolais-i bor, a francia minőségi besorolás szerint, a legmagasabb kategóriába tartozik. Az előírt minimum alkoholtartalom 9%, a Beaujolais AOC Supérieur esetén 10%. A vidék borainak jelentős része ezzel a minőségi megjelöléssel kerül forgalomba, Beaujolais Nouveau néven. Az évente piacra kerülő maximum AOC mennyiség 55 hektoliter/hektár (3,1 tonna/acre),[1] ami évi 75 millió palack bort jelent.[5]
- Beaujolais-Villages AOC 39 községet jelöl Haut Beaujolais-ban, azaz Beaujolais északi területein és a régió éves termelésének egynegyedét adja. Előfordul, hogy itt is készül Beaujolais-Villages Nouveau, ám a tájegység borai jellemzően március után kerülnek forgalomba. A terület szőlőültetvényei a hegyoldalak magasabb részein fekszenek, termőföldjük gránitban gazdag agyagpala, amely potenciálisan magasabb minőségű borok készítésének lehetőségét biztosítja. Ha a bor alapanyaga kizárólag egy faluból, egy dűlőről származik, akkor a termék nevében a Beaujolais-Villages mellett megjelenhet a falu neve is. Mióta néhány falu a bor révén nemzetközi ismertséget szerzett, a termelők egyre gyakrabban élnek ezzel lehetőséggel. E szőlőskertek évi maximális terméshozama 50 hektoliter/hektár. A borok élettartama viszonylag rövid, fogyasztásuk a szüretelés utáni két éven belül ajánlott.[5] Néhány termelő, aki vörösborát Beaujolais-Villages név alatt forgalmazza az általa készített fehérbort más, nemzetközileg ismertebb elnevezéssel árusítja; például Mâcon-Villages vagy Saint-Véran.[7]
- Cru Beaujolais elnevezés alatt, a borvidék dombjainak lábainál fekvő 10 falut, az azok környezetében húzódó szőlőültetvényeket, és ezek gyümölcséből készült termékeket értjük. Ezek a borok nem hasonlíthatóak Burgundia és Elzász cru kifejezéssel jelölt italaihoz, mert Beaujolaisban az alacsonyabban fekvő kertek egészét jelöli és nem önálló dűlőket.[6] Cru megjelölést az egyes borvidékek szőlőtermesztés szempontjából legjobb kertjei vagy területei kaphatják meg, így az innen származó borok képviselik az adott vidék csúcstermékeit. A beaujolais-i Cru borok közül hét, valódi faluhoz kapcsolható; a Brouilly és a Côte de Brouilly, a Mont Brouilly környékén fekvő legősibb szőlőskertek borait jelöli; a Moulin-à-Vent fantázianév – egy helyi szélmalom neve.[5] E borok címkéin, csak ritkán olvashatjuk a Beaejolais szót, azért mert a gazdák így kívánják megkülönböztetni magukat a tömegtermelésben gyártott Nouveau-tól, amelyet a Cru-falvakban egyáltalán nem készítenek. A Cru borok testesebbek, sötétebb színűek és fogyaszthatósági időtartamuk hosszabb. A Grand Cru évi maximális terméshozama 48 hektoliter/hektár. Északról dél felé haladva a Beaujolais Cru-k a következők: Saint-Amour, Juliénas, Chénas, Moulin-à-Vent, Fleurie, Chiroubles, Morgon, Régnié, Brouilly és Côte de Brouilly.[1]
- Beaujolais Blanc & Beaujolais Rosé – a borvidék legészakibb csücskének néhány kertjében nevelt chardonnay és aligoté szőlőfajtákból fehérborok készülnek, Beaujolais Blanc vagy Beaujolais-Villages Blanc néven. Ezek a borok a régió teljes termelésének mindössze 1%-át alkotják. Ennek fő oka, hogy a fehérborszőlő ültetvények egy része átnyúlik a szomszédos Mâconnais borvidékre és a kertek gazdái a piacon minőségi fehérborairól ismertebb vidék címkéivel ellátva, Mâcon Blanc név alatt értékesítik boraikat. Másik oka, hogy a régió jellegének és ültetvényeinek védelmében kiadott rendelet alapján Beaujolais községeiben a szőlőskertek teljes területének maximum 10%-án teremhet fehér szőlőfajta. A Beaujolais Rosé alapanyaga a gamay szőlő, de csak ritkán készül; Beaujolais AOC eredet-besorolással kerül forgalomba.[1]

### Beaujolais Cru

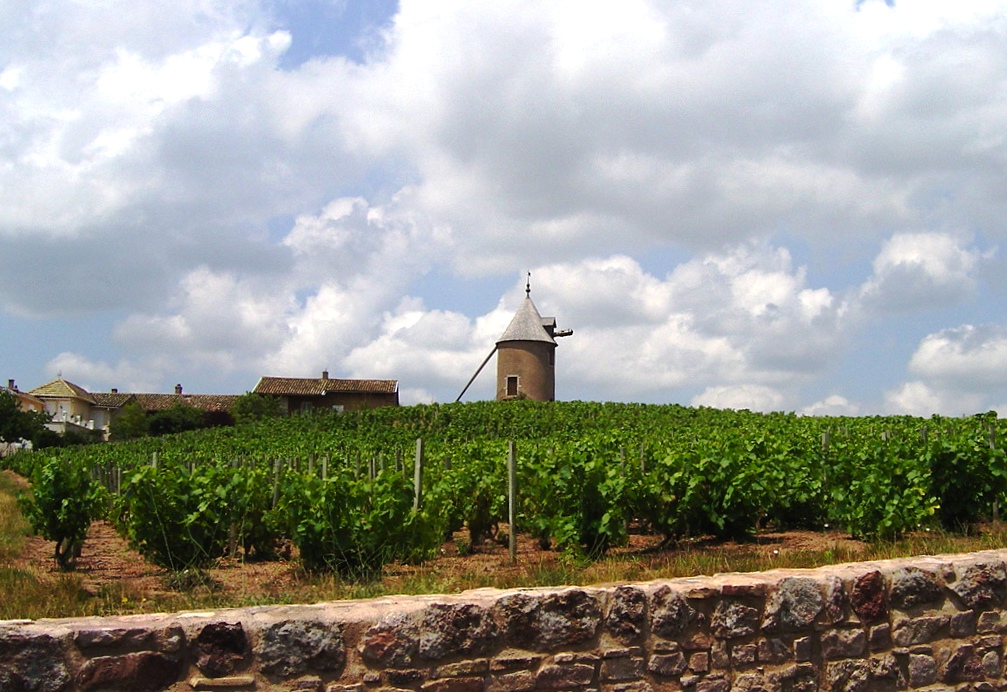
Moulin-à-Vent, a „névadó” szélmalom

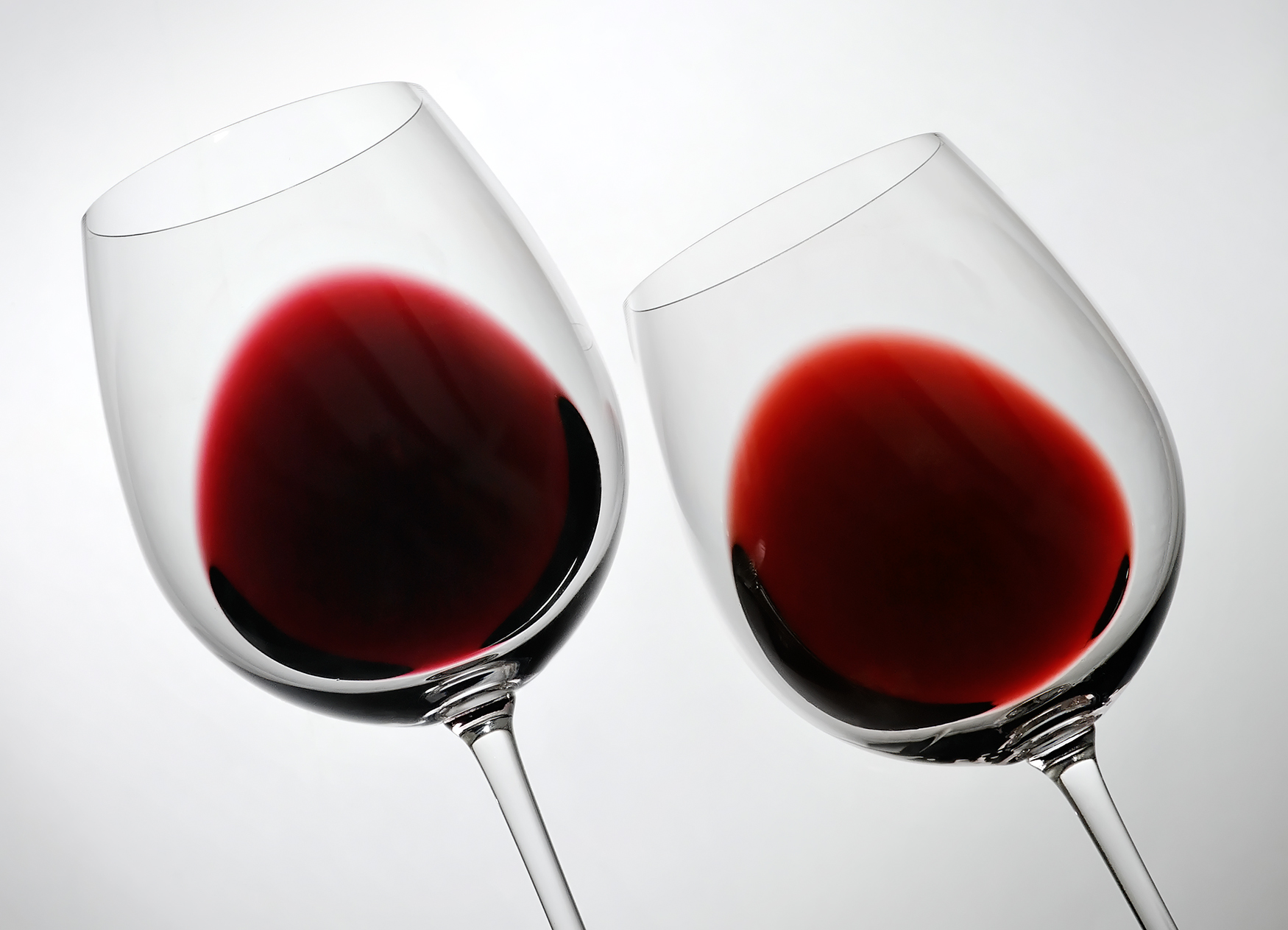
A tölgyfahordóban érlelt vörösborok mély, rubintos színe.

A borvidék csúcstermékei minőségi sorrendben: Az első három termék a Cru Beaujolais borcsalád könnyed, zamatos tagjai, fogyasztásuk szüreteléstől számított három éven belül ajánlott.
- Brouilly – A legnagyobb mennyiségben termelt beaujolais-i Cru bor, a Mont Brouilly környékének – a legrégebbi hagyományokra tekintő szőlőskertek – terméséből készül. A vidék egyik tájegysége Côte de Brouilly. A bor gyümölcsösen ízgazdag, jellegzetes aromái az áfonya, a cseresznye, az eper és a ribizli.[6] Côte de Brouilly-t is beleértve ez az egyetlen olyan Cru Beaujolais terület, ahol a gamay mellett más szőlőfajták is teremnek; chardonnay, aligoté és melon de Bourgogne fajtákat találunk itt. A Brouilly Cru terület része a neves Pisse Vieille szőlőskert is (nyers fordításban Vénasszonyvíz), amely nevét egy helyi vicces történet után kapta: a kert gazdasszonya rosszul hallotta a katolikus lelkész utánakiáltott intelmét: "Allez! Et ne péchex plus." (Menj! És ne vétkezz többé.) helyett azt értette "Allez! Et ne piché plus." (Menj! És ne pisilj többé.) Ezután az asszony férje adta a nevet a dűlőnek, örök figyelmeztetésül.[7]
- Régnié – a közelmúltban elismert Cru, amely 1988-ban kapta meg a Beaujolais-Villages helyett a kitüntető Cru Beaujolais címet. A kategória egyik legszebb, legtestesebb bora, ribizlis-málnás ízjegyekkel.[6] A Régniét adó szőlőskert volt a Beaujlais borvidék legelső, a rómaiak által ültetett dűlője.[7]
- Chiroubles – ez a bor a Beaujolais Cru területek legmagasabban fekvő kertjeiből származik, lágyan illatos, enyhe viola aromával.[6]

A következő három bor közepesen testes Beaujolais Cru, amelyeket Mary Ewing-Mulligan amerikai bornagymester ajánlása szerint egy évig javasolt a palackban továbbérlelni, majd a szüretet követő négy éven belül elfogyasztani.
- Côte de Brouilly – Brouilly Cru területén belül, Mont Brouilly kialudt vulkánja tetején termő gyümölcsök bora, amelyek mélyebb tónusúak, de a Brouilly bornál kevésbé testesek.[6]
- Fleurie – Ezt a Cru Beaujolais-t exportálják legnagyobb mennyiségben. Bársonyos, gyümölcsös és virágos aromájú borok.[6] Ideális szüreti körülmények között vin de garde-ot, óbort is készítenek belőle, amelyet legalább négy évig kell érlelni fogyasztás előtt, és akár 16 évig is élvezhető.[7]
- Saint-Amour – Egy helyi történet alapján a vidék egy római katona után kapta nevét, aki miután megmenekült a haláltól, keresztény hitre tért és missziót alapított itt. Saint-Amour bora illatos, barackos aromájú.[6] Óborát palackozás után négy évig ajánlatos tovább érlelni, így maximális életkora 12 év is lehet.[7]

A következő – utolsó – négy termék a Beaujolais Cru család legjobb tulajdonságokkal bíró, legtestesebb tagjai; annál kellemesebbek minél hosszabb ideig hagyjuk őket érni; fogyasztásuk a szüretet követő 4-10 években ajánlott.
- Chénas – A legkisebb területet magába foglaló Beaujolais Cru szőlőskertek bora, jellegzetesen vadrózsa illatú.[6] Jó évjárat esetén vin de garde is készül belőle, amelyet fogyasztás előtt minimum 5 évig kell pihentetni, így maximális élettartama 15 év. Terület a hegyoldalt borító tölgyesről (chêne) kapta a nevét.[7]
- Juliénas – Ez a cru egy római kori, Julius Caesar után elnevezett falu környezetében fekvő szőlőültetvények gyümölcsének terméke. Nagymúltú kertjeit a Gallia területén állomásozó rómaiak idején telepítették.[7] Ez a bor tekinthető a vidék leg-ízgazdagabb, legfűszeresebb, legtüzesebb borának; aromája pünkösdirózsára emlékeztet.[6]
- Morgon – A legvilágiasabb cru bor; ötéves érlelés után Burgundira emlékeztető karakterű, selymes állagú; a legmélyebb, legsötétebb színű, gazdag vörösbor, sárgabarack és őszibarack aromával.[6]
- Moulin-à-Vent – E terület adja a teljes Beaujolais borrégió leghosszabb ideig eltartható borait. A Moulin-à-Vent tölgyfahordóban (fûts de chêne) érik, emiatt más a struktúrája és magasabb a tannin tartalma, mint vidék többi borának; savakkal teljes, testes, erős.[5] Óbora, amit minimum hat évig érleltek 20 éven át élvezhető marad.[7] A térség talaja mangánban gazdag, ami túl magas koncentrációban végzetes lehet a szőlőre, mert klorózist előidézve lelassítja a növény anyagcseréjét, és kipusztítja a tőkéket.

### Beaujolais Nouveau
A Beaujolais nouveau korai története a 19. század végére vezethető vissza, amikor a Saône-völgy pincészeteiből az újbor első palackjai Lyon bisztróiba megérkeztek. Érkezésük után nagy táblák hirdették, "Le Beaujolais Est Arrivé!" – "A Beaujolais megérkezett!" Így vette kezdetét a sikeres szüret örömére rendezett ünnepség. A borászok között kialakult „gyorsasági verseny” szabályozása érdekében jelent meg 1941-ben az a helyi borvidéki rendelet, amely november 15-ét jelölte meg az újbor forgalomba hozatalának legkorábbi időpontjaként. Az 1960-as évekig „a szállítás, meg a világ felgyorsulásáig a Beaujolais kóstolgatása a lyoniak kiváltsága volt, aztán 1970-ben Georges Dobeuf, helyi borkereskedő Párizsba is küldött egy palackkal, "Az új Beaujolais megérkezett" felirattal.” A régi szlogen Párizsban is bevált, és az újbor fogyasztás szokása világszerte egyre népszerűbb lett. (A Beaujolais nouveau elnevezés, a felújított reklámszöveg és a teljes marketing kidolgozása George Duboeuf nevéhez fűződik.) 1985-től az Institut National des Appellations d'Origine (a Nemzeti Eredetmegnevezési Intézet, INAO) új rendelete november 15. helyett, minden november harmadik csütörtökére tette át a Beaujolais nouveau forgalomba kerülésének legkorábbi dátumát; így a nemzetközi piacokon értékesített bor első palackjai éjfél után hagyhatják el a raktárakat, a belföldi szállítmányok pedig a pincészeteket. 2007-ben már 120 országban volt „a társasági élet egyik eseménye a híressé vált újbor forgalmazásának kezdete, ahol a forgatókönyv szerint az egész világon egyszerre hangzik fel: »Le Beaujolais Nouveau est arrivé!«” 
Ma, a teljes régió bortermelésének egyharmada Beaujolais nouveau-ként kerül forgalomba; Nouveau a régió teljes Beaujolais AOC és Beaujolais-Villages AOC besorolású területein készíthető. A szőlőt augusztus végén, szeptember elején szüretelik, rövid erjesztés után préselik, utókezelik, és a szüret után hat héttel már palackozzák. Ez a gyorsaság a Beaujolais nouveau jellegzetessége; minden évben ez az első forgalomba kerülő francia bor. Az eljárás fontos eleme az úgynevezett széndioxidos maceráció, aminek a lényege, hogy a szőlőt óvatosan kezelik (ne repedjen meg a héj, mert akkor beindul az erjedés és az esetleges oxidáció), majd a tartályban széndioxiddal kiszorítják róla a levegőt. Így az erjedés magában a bogyóban indul meg és a friss, primőr ízek gyakorlatilag "kirobbannak" a gyümölcsből. Az eddigi eladási csúcsév 1992 volt. „Mit várjunk a Beaujolais nouveau-tól? … A válasz évről évre megismétlődik: egyszerűséget, vidámságot, friss, ropogós savakat, illatos virágok kavalkádját és sok gyümölcsösséget. Amit pedig mindenképpen tanácsos megfogadni: az év végére (de legkésőbb a következő Húsvétig) lehetőleg fogyasszunk el minden újbort az adott évjáratból!”

## Szőlészet és szőlőfajták
A Beaujolais borrégió az egyik legzsúfoltabb bortermelő terület, a világ borrégiói között kiemelkedő helyet foglal el a 9000-13 000 tőke hektáronkénti arányaival. A szőlőtőkék nagy részét a római hagyományokon alapuló bakműveléssel nevelik, amelynél a tőke az évenkénti metszés következtében kehely alakúvá formálódik, és a hajtások kör alakban állnak. Ezt a módszert csak az utóbbi időben kezdi felváltani a modernebb egy, vagy két szálvessző vízszintes nevelésén alapuló Guyot-művelés. A szüret szokásos ideje szeptember eleje; amelyet a gépi szedés helyett inkább kézzel végeznek. Ennek alapvető oka a beaujolais-i borkészítés sajátossága – a szénsavas maceráció – amelynél a szőlőfürtök és a bogyók épsége különösen fontos.
A Beaujolais-ban leginkább ültetett gamay szőlőfajta – amit hogy megkülönböztessenek a vörös levű gamay festőszőlőtől (teinturier) és elkülönítsék a kaliforniai Napa Gamay és a Gamay Beaujolais fajtáktól – a Gamay Noir á Jus Blanc hivatalos elnevezést kapta. Ez a fajta adja az ültetvények közel 98%-át, a fennmaradó területeken leginkább chardonnay terem. A 2004 előtt ültetett aligote fajta termése még felhasználható a helyi borkészítés során, azonban ezt a szőlőfajtát fokozatosan, 2024-ig kivonják a régióból. Az AOC szabályozás szerint a fehérborszőlő-fajták 15%-ban alkalmazhatóak minden vörös Beaujolais borban a Beaujolais AOC-tól a Cru Beaujolais-ig, de a gyakorlatban ezek a borok 100%-ban gamay-ból készülnek. A pinot noir – amit csak kis területen termesztenek – felhasználása szintén engedélyezett, azonban ezt is kivonják a régióból 2015-ig, mivel a helyi termelők folyamatosan a tiszta gamay ültetvények kialakítására törekszenek. A gamay fajta olyan ismertetőjegyeket ad a Beaujolais-borokhoz, mint az erős kékes piros szín, az alacsony savtartalom, a közepes tannin tartalom és a könnyű, illetve közepes testesség. A bor aromáját leginkább a vörös bogyók adják.
Az 1960-as évek óta egyre több hangsúlyt fektettek az oltónövényekre és a klón-választékra; 6 elismert gamay klónfajtát nemesítettek a régióban. Az utóbbi években a Vialla oltónövény vált népszerűvé, mert a gránitban gazdag talajon is kiválóan terem. Az SO4 és a 3309 oltónövények szintén jelentős termést igazolnak. A gamay szőlő klón-választékát a kisebb, vastagabb bőrű bogyót adó fajták felé kívánják bővíteni.

## Borkészítés és jelleg

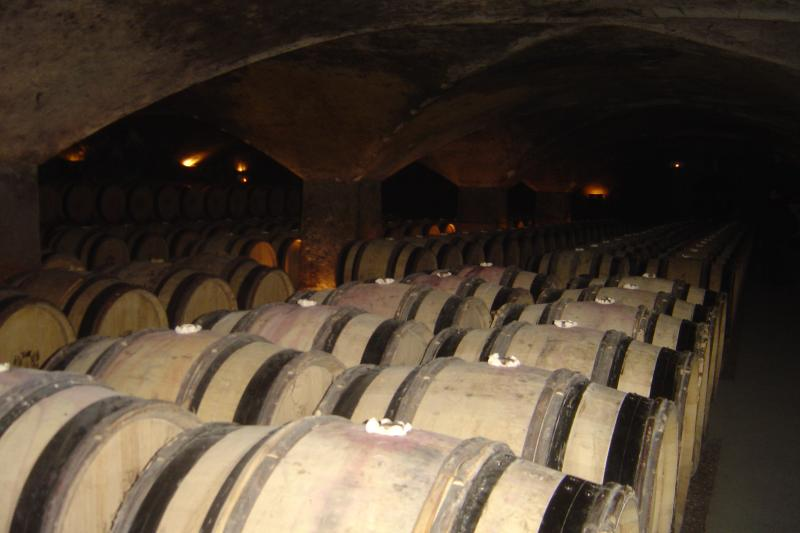
A hordóban érlelés növeli a borok élettartamát

Beaujolais borok készítésének egyedi technológiája a széndioxidos-maceráció. A szőlőfürtöket egészben 40-300 hektoliteres (1,056-től 7,920 gallonos) cement, vagy rozsdamentes acélkádakba teszik. A fürtök súlyától a gyümölcs alsó harmada összezúzódik, must képződik, ami természetes erjedésnek indul. Az erjedés során szén-dioxid fejlődik, és a hatalmas kádban lévő további, még ép szőlőfürtök szénsavköpeny alá kerülnek. Ebben az oxigéntől elzárt környezetben a szőlőszemekben lévő enzimek hatására bogyón belül megindul az erjedés. Az erjesztési idő a Beaujolais nouveau esetében mindössze négy nap. Ezután kíméletes, szakaszos préselés következik, ebben a fázisban az erjesztőkádakban befejeződik az alkoholos erjedés és önmagától végbemegy az almasavbomlás. Gyors derítés, majd hideg kezelés zárja a folyamatot; kezdődhet a palackozás. Az eredmény könnyed, friss, gyümölcsös, alacsony tannintartlmú, de nagyon rövid élettartamú reduktív bor.
A további Beaujolais AOC termékeknél a szőlőszemeken belüli erjedési szakasz tovább tart – 4-21 nap –, a derítés, fejtés, érlelés technikái minőségtől függően változnak. Így a gyümölcsös jelleg mellett ezek a borok testesebbek, több tannin, sav, fenol és ízanyag épül a borba. Ezen termékeknél a préselés utáni frissbor almasav tartalma általában magas; ezért tejsavas utóerjesztéssel segítik az almasavbomlást, így lágyítva a készülő bor savait. A gamay szőlő bőtermő, hálás szőlőfajta, de nem nagy cukorgyűjtő, még jó évjárat idején sem terem kiemelkedő minőséget. Ezért ha a gyümölcs cukorfoka nem megfelelő, esetenként feljavítással segítik az alkoholos bomlás beindulását. A borok derítése, érlelése és a stabilizáló eljárások pincészetenként változnak. Ám sok borszakértő negatív kritikaként említi, hogy a nagykereskedelmi mennyiségben piacra kerülő borok gyártói, az optimálisnál agresszívabb, a buké rovására ható derítési eljárásokat alkalmaznak, hogy megvédjék a borokat a palackozás utáni – esetleges – kémiai reakcióktól.
Összefoglalva: A Basic Beaujolais és Beaujolais nouveau klasszikus bisztró-bor, amelyet hagyományosan 1 pintes palackokban kínálnak. E borokat még a szüretelés évében érdemes meginni, mert a gyors erjedés és a gyors utókezelés egyáltalán nem védi a terméket a tárolásból adódó borbetegségektől; egyes évjáratok már márciusra jellegüket veszíthetik de a legjobb minőség is maximum egy évig fogyasztható. A kizárólag gamay szőlőből készült nem primőr borok esetében: a Beaujolais Villages fogyaszthatósági élettartama általában 2-3 év; a vidék borainak csúcsát képviselő Cru Beujolais-k egyszerűbb termékeit a szüretet követő 3 éven belül érdemes elfogyasztani, ám a kategória további borai jellemzően minimum 3 éves érlelés után kerülnek palackba, és minőségüket 10 évig megőrzik. Jó évjárat esetén a Grand Cru család legjobb borainak – a Chénas, Juliénas, Morgon és a Moulin-à-Vent – minősége minden kóstolási szempontból vetekszik a Burgundi borokéval.

## Boripar
A Beaujolais-iparágat alig több mint 30 bornagykereskedő (négociants) bonyolítja, akik a borok közel 90%-át a régión kívül értékesítik. A kereskedők nagy része burgundiai, mint Louis Jadot és Bouchard Père et Fils. A legismertebb gyártó és négociants Georges Duboeuf, a Beaujolais nouveau sikertörténetének atyja. A borvidék dűlői, mintegy 4000 szőlősgazda tulajdonában vannak, akik szövetkezetekbe tömörülten 20 faluban készítik és palackozzák boraikat.

## Szervírozás – harmonizáló ételek

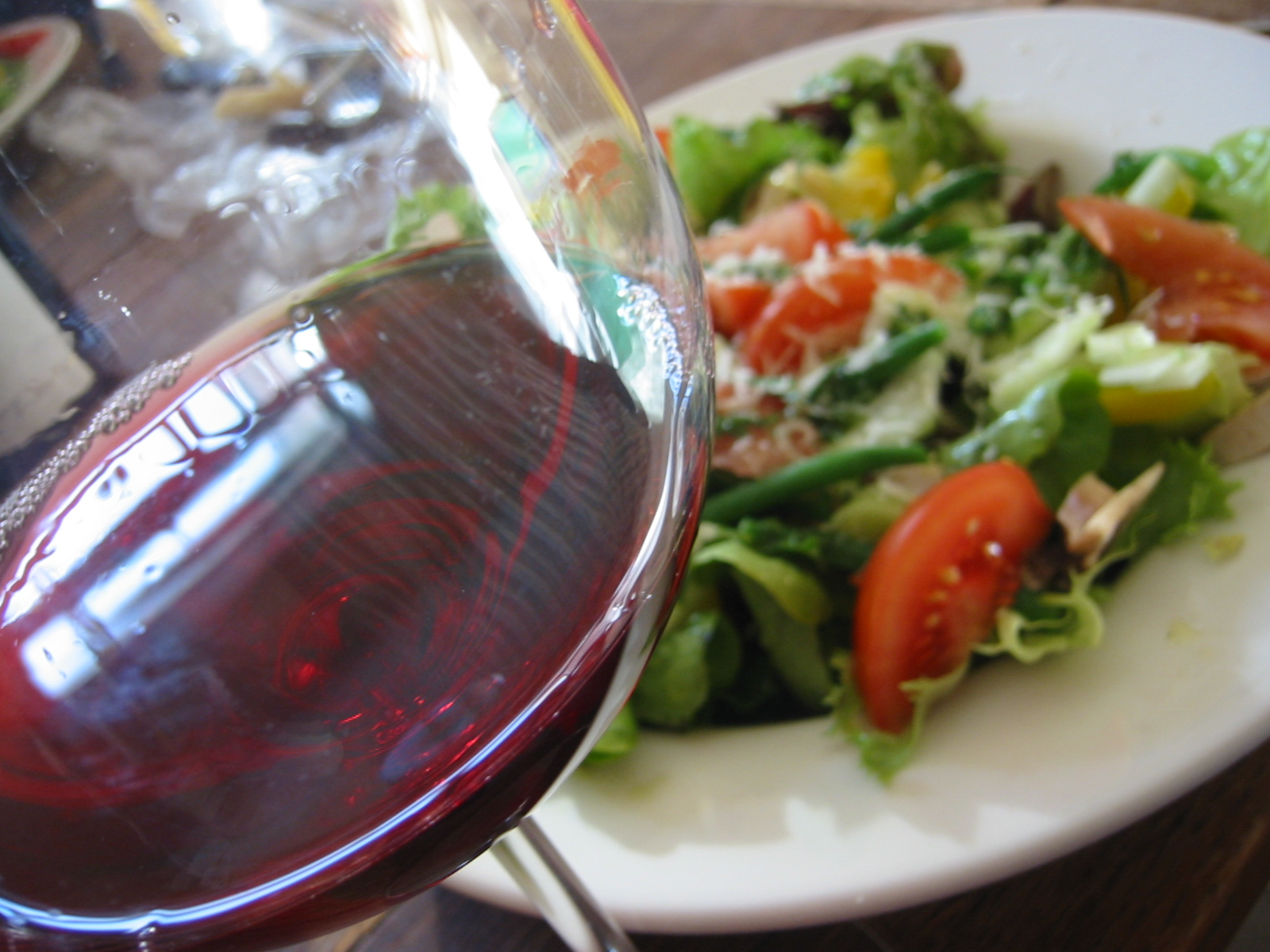
A vékony Beaujolais-bor a könnyű étkek, saláták kísérője.

Karen MacNeil amerikai borszakértő úgy jellemezte a Beaujolais-t, mint „az egyetlen bor ami éppen csak hogy vörös”. A Beaujolais egyszerűsége, frissessége révén elbírja, hogy fehérbor módjára kínáljuk – azaz valamivel hidegebben, mint ahogyan ezt a vörösboroknál megszoktuk: ez a Beaujolais Nouveau esetében 11°C (52°F), a további Beaujolais AOC és Beaujolais-Villages boroknál 13 °C, és a Cru Beaujolais 15-16 °C-osan (60-62 °F ) a legfinomabb – néhány palack esetében a dekantálás is javasolt.
Beaujolais könnyedsége révén a könnyű ételek kísérője: Beaujolais nouveau jellemzően aperitif, ún. barátkozó-bor; a Beaujolais-Villages saláták és szabadtéri étkezések, piknikek itala, ám ”ha igazán autentikusak akarunk lenni, akkor a lyoni kolbászverdék örökbecsű termékeit karikázzuk mellé”; a Cru család vékonyabb tagjai a szárnyasok mellé illenek leginkább, a testesebb cru borokat vörös húsok és nehezebb sültek mellé ajánlják. Paul Bocuse lyoni mesterszakács receptje szerint könnyű desszertet is készíthetünk vele: egy pohárnyi szeletelt őszibarack tetejére néhány szem áfonyát szórunk és a gyümölcskelyhet felöntjük hűs Beaujolais-borral.